# Arbia (geslacht)
Arbia is een geslacht van uitgestorven zee-egels uit de familie Arbaciidae.

## Soorten
- Arbia aldrichi Clark, 1915 †